# Winter World University Games 2025/Teilnehmer (Irland)
| Gelbes Symbol für Goldmedaillen mit stilisierten Olympischen Ringen | Graues Symbol für Silbermedaillen mit stilisierten Olympischen Ringen | Braundes Symbol für Bronzemedaillen mit stilisierten Olympischen Ringen |
| ------------------------------------------------------------------- | --------------------------------------------------------------------- | ----------------------------------------------------------------------- |
| —                                                                   | —                                                                     | —                                                                       |

Irland nahm mit 3 Athleten an den Winter World University Games 2025 in Turin teil.

## Teilnehmer nach Sportarten

### Ski Alpin
| Athleten       | Wettbewerbe        | 1. Lauf     | 1. Lauf | 2. Lauf     | 2. Lauf | Gesamt      | Gesamt |
| Athleten       | Wettbewerbe        | Zeit        | Rang    | Zeit        | Rang    | Zeit        | Rang   |
| -------------- | ------------------ | ----------- | ------- | ----------- | ------- | ----------- | ------ |
| Frauen         |                    |             |         |             |         |             |        |
| Elle Murphy    | Alpine Kombination | 1:06,83 min | 26      | 56,65 s     | 25      | 2:03,48 min | 25     |
| Elle Murphy    | Super-G            | —           | —       | —           | —       | 1:09,36 min | 24     |
| Elle Murphy    | Riesenslalom       | 1:11,72 min | 56      | 1:12,38 min | 53      | 2:24,10 min | 50     |
| Elle Murphy    | Slalom             | DNF         | DNF     | DNF         | DNF     | DNF         | DNF    |
| Männer         |                    |             |         |             |         |             |        |
| Aidan Olsson   | Super-G            | —           | —       | —           | —       | DNS         | DNS    |
| Aidan Olsson   | Riesenslalom       | 1:07,61 min | 65      | 1:09,14 min | 61      | 2:16,75 min | 61     |
| Aidan Olsson   | Slalom             | 48,20 s     | 51      | 46,27       | 39      | 1:34,47 min | 38     |
| Ethan Bouchard | Super-G            | —           | —       | —           | —       | DNF         | DNF    |
| Ethan Bouchard | Riesenslalom       | DNF         | DNF     | DNF         | DNF     | DNF         | DNF    |
| Ethan Bouchard | Slalom             | DNF         | DNF     | DNF         | DNF     | DNF         | DNF    |